# 1905 a filmművészetben

## Események
- április 1. – Párizsban megjelenik a Phono-Gazette című filmújság első száma.
- június 19. – Megnyílik az első ötcentes mozikuckó Pittsburgh-ben. Naponta 8 órán át futnak a filmek.
- december – Elkészül az első kínai film, a Ting Csiang hegye.

## Születések
| Hónap      | Nap | Név                | Szakma                     | Meghalt |
| Január     | 2   | Luigi Zampa        | rendező                    | 1991    |
| Január     | 3   | Anna May Wong      | színész                    | 1961    |
| Január     | 12  | Tex Ritter         | színész, énekes            | 1974    |
| Január     | 13  | Kay Francis        | színésznő                  | 1968    |
| Január     | 17  | Grant Withers      | színész                    | 1959    |
| Január     | 26  | Charles Lane       | színész                    | 2007    |
| Február    | 14  | Thelma Ritter      | színésznő                  | 1965    |
| Február    | 27  | Franchot Tone      | színész                    | 1968    |
| Március    | 18  | Robert Donat       | színész                    | 1958    |
| Március    | 23  | Joan Crawford      | színésznő                  | 1977    |
| Április    | 17  | Arthur Lake        | színész                    | 1987    |
| Április    | 26  | Keleti Márton      | rendező                    | 1973    |
| Április    | 26  | Jean Vigo          | francia rendező            | 1934    |
| Május      | 1   | Leila Hyams        | színésznő                  | 1977    |
| Május      | 15  | Joseph Cotten      | színész                    | 1994    |
| Május      | 16  | Henry Fonda        | színész                    | 1982    |
| Június     | 19  | Mildred Natwick    | színésznő                  | 1994    |
| Július     | 29  | Thelma Todd        | színésznő                  | 1935    |
| Július     | 29  | Clara Bow          | színésznő                  | 1965    |
| Augusztus  | 2   | Myrna Loy          | színésznő                  | 1993    |
| Augusztus  | 3   | Dolores del Río    | színésznő                  | 1983    |
| Szeptember | 4   | Ráday Imre         | színész                    | 1983    |
| Szeptember | 18  | Greta Garbo        | színésznő                  | 1990    |
| Szeptember | 21  | Marguerite Roberts | forgatókönyvíró            | 1989    |
| Október    | 10  | Aksella Luts       | színésznő, forgatókönyvíró | 2005    |
| November   | 5   | Joel McCrea        | színész                    | 1990    |
| December   | 5   | Otto Preminger     | rendező                    | 1986    |
| December   | 11  | Gilbert Roland     | színész                    | 1994    |
| December   | 24  | Howard Hughes      | rendező, producer          | 1976    |